# 米哈伊尔·涅纳舍夫
米哈伊尔·费奥多罗维奇·涅纳舍夫（俄语：Михаил Фёдорович Ненашев，1929年11月10日—2019年12月15日），苏联及俄罗斯新闻工作者，作家。苏联解体前短暂担任新闻和出版部部长。1989年至1991年为苏联共产党中央委员会委员，负责意识形态工作。

## 生平
1929年11月10日生于苏联车里雅宾斯克州瓦爾納區博罗季诺夫卡村。1952年毕业于马格尼托哥尔斯克师范学院，主修历史与语言文学。同年加入苏联共产党。1955年毕业于列宁格勒社会主义经济问题研究所研究生院，1956年获历史学副博士学位。
1956年至1963年，历任马格尼托哥尔斯克矿业学院马克思列宁主义哲学系助教、副教授、系主任。1963年至1967年，担任苏共马格尼托哥尔斯克市委第二书记，主管意识形态工作。1968年至1975年 ，苏共车里雅宾斯克州委专职书记。1975年至1978年，苏共中央宣传部副主任。1978年至1986年，机关报《苏维埃俄罗斯报》主编。1979年获全博士学位。1981年晋升教授。1981年至1989年，苏共中央候补委员；1989年至1991年，苏共中央委员。
1986年至1989年，苏联国家出版、印刷和书籍发行委员会主席。1989年至1990年，苏联国家电视和广播委员会主席。1990年至1991年，苏联国家新闻委员会主席。1991年7月至11月，苏联新闻和出版部部长（八一九事件后为代理部长）。
1993年，出版回忆录《时间的人质》和《苏联最后一届政府》。1993年，成为俄罗斯自然科学学会会员；1995年，成为俄罗斯政治科学学会会员；1998年，成为俄罗斯文学学会会员。2006年，起任莫斯科国立印刷大学出版系主任。
2019年12月15日在莫斯科去世。葬于特罗耶库罗夫公墓。

## 政策
在出版、印刷和书籍发行委员会主席任内，于1987年12月作出了关于促进出版社机构改革，实行民主化管理的决定。告知各出版社应该转向独立拟制和确定计划，自行决定出书数量和范围；应该召开社员大会，选举领导班子。各出版社应该建立一套新的规章制度，包括对编辑人员工作的定额管理、开展以完成定额字数指标为内容的竞赛活动等。

## 荣誉
获劳动红旗勋章、荣誉勋章各两枚，各族人民友谊勋章一枚。1998年荣获俄罗斯联邦功勋文化工作者称号。